# Бошкана
Бошкана (рум. Boșcana) — село у Кріуленському районі Молдови. Адміністративний центр однойменної комуни, до складу якої також входить село Мердереука.

## Населення
За даними перепису населення 2004 року у селі проживали 2729 осіб.
Національний склад населення села:
| Національність       | Кількість осіб | Відсоток   |
| -------------------- | -------------- | ---------- |
| молдавани румуни     | 2653 6         | 97,2% 0,2% |
| українці             | 23             | 0,8%       |
| росіяни              | 18             | 0,7%       |
| цигани               | 18             | 0,7%       |
| гагаузи              | 3              | 0,1%       |
| болгари              | 1              | < 0,1%     |
| інша / без відповіді | 7              | 0,3%       |
| Всього               | 2729           | 100%       |